# Radola Gajda
Radola Gajda   (Kotor, 14 de febrer de 1892 - Praga, 15 d'abril de 1948) nascut com Rudolf Geidl, fou un líder feixista txec.

## Biografia
Va néixer el 14 de febrer de 1892 a Kotor, Imperi austrohongarès. Gajda, participant a la Primera Guerra Mundial i desertor, es va unir a la Legió Txecoslovaca al servei de Alexander Kolchak  a Sibèria, on va dur a terme accions militars que li van reportar «èxit i notorietat», convertint-se en un dels comandants de la legió. Va marxar de Rússia i va arribar a Txecoslovàquia en 1920 encara que va ser enviat a França a una acadèmia militar per posteriorment ser destinat al districte de Košice fins a 1924, quan va ser traslladat a Praga. Profundament anticomunista, després de ser expulsat de l'exèrcit en 1926 pel seu xoc amb Tomàs Masaryk, es va convertir en 1927 en el líder de la «Comunitat Feixista Nacional» (Národní obec fašistická). Va ser arrestat després del fracàs de l'intent de cop d'Estat militar de gener de 1933; declararia després no tenir res a veure amb la instigació d'aquest amb els nazis, En acabar la guerra fou condemnat a mort i executat el 15 d'abril de 1948 a Praga.